# モンテゼーモロ
モンテゼーモロ（伊: Montezemolo）は、イタリア共和国ピエモンテ州クーネオ県にある、人口約200人の基礎自治体（コムーネ）。

## 地理

### 位置・広がり

#### 隣接コムーネ
隣接するコムーネは以下の通り。括弧内のSVはサヴォーナ県所属を示す。
- カメラーナ
- カステルヌオーヴォ・ディ・チェーヴァ
- チェンジョ (SV)
- プリエーロ
- ロッカヴィニャーレ (SV)
- サーレ・デッレ・ランゲ
- サリチェート

#### 地震分類
イタリアの地震リスク階級 (it) では、3 に分類される
。

## 行政

### 分離集落
モンテゼーモロには、以下の分離集落（フラツィオーネ）がある。
- Maglino, Pione, Villa